# Universität Alfonso X el Sabio
Die Universität Alfonso X el Sabio (spanisch Universidad Alfonso X el Sabio) ist eine private Hochschule in Villanueva de la Cañada westlich von Madrid. Sie trägt den Namen von Alfons X. von Kastilien. In ihr wurden in den 18 Jahren seit ihrer Gründung 200.000 Studenten ausgebildet. Der Campus verfügt über 780.000 m².